# Survivor Series (2013)
Survivor Series 2013 fue la vigésimo séptima edición de Survivor Series, un evento pago por visión de lucha libre profesional, realizado por la WWE. Tuvo lugar el 24 de noviembre de 2013, desde el TD Banknorth Garden en Boston, Massachusetts. El tema oficial del evento fue "How I Feel" de Flo Rida.

## Argumento
Tras la victoria de Randy Orton en SummerSlam ante Daniel Bryan, donde ganó el Campeonato de la WWE, fue apoyado por The Authority (Triple H y su mujer, Stephanie McMahon). Ambos impusieron un régimen dictatorial en Raw y SmackDown en contra de sus opositores, entre ellos, Bryan. Las semanas posteriores a SummerSlam, The Authority obligó a Big Show a atacar a gente como Bryan o Dusty Rhodes, hasta que finalmente, Show se reveló en contra del stable. En Battleground, interfirió en el main event entre Orton y Bryan, atacando a ambos luchadores. Debido a esto, fue despedido, aunque siguió interfiriendo en la WWE. Finalmente, fue recontratado por Triple H, a cambio de una oportunidad por el título de Orton en Survivor Series. Luego de ser recontratado, Show no solo atacó de manera continuada a Orton, sino que también a los 3 miembros de  The Shield, cómplices de Orton y The Authority.
El 7 de octubre, la General Mánager de SmackDown, Vickie Guerrero, anunció que el retador al Campeonato Mundial Peso Pesado de Alberto Del Rio en Hell in a Cell sería John Cena, quien hacía su regreso de una lesión de codo. En el evento, Cena derrotó a Del Rio, haciéndose por tercera vez con el campeonato. Tras esto, se pactó su revancha en Survivor Series, donde Del Río quiere cobrarse revancha, de su derrota en el evento anterior.
El 18 de octubre durante SmackDown!, Big E. Langston ayudó a CM Punk, de un ataque de Ryback y el Campeón Intercontinental Curtis Axel, atacando a este último. A causa de esto, se pactó un combate entre Axel y Langston por el título Hell in a Cell. Sin embargo, Axel se lesionó antes del evento, por lo que la lucha se canceló. El combate entre ambos, se dio el 18 de noviembre en Raw Country, donde Langston derrotó a Axel, ganando el Campeonato intercontinental. Ese mismo día, en WWE.com se confirmó la revancha por el título.
El 28 de octubre, en Raw, tanto Daniel Bryan como CM Punk, fueron atacados tras bastidores por los miembros de The Wyatt Family, diciendo su líder, Bray Wyatt, que el demonio le obligaba a hacerlo, pero fue salvado por Bryan. Esa semana, en Smackdown, Punk salvó a Bryan, de ser atacado por The Wyatt Family. El 11 de noviembre, ambos pelearon contra  The Shield, combate donde intervino The Wyatt Family, pero luego los defendieron The Usos, Cody Rhodes y Goldust. Tras eso, se pactó un combate entre los miembros de The Wyatt Family Luke Harper y Erick Rowan contra Punk y Bryan.
El 18 de noviembre en Raw, The Miz hizo pareja con Kofi Kingston, enfrentando a The Real Americans. The Miz traicionó a Kofi impidiendo que este último, le diese el relevo permitiendo a The Real Americans alzarse con la victoria, cambiándose a Heel. Poco después, Kofi Kingston juró venganza a través de las redes sociales.

## Resultados
- Kick-Off: The Miz derrotó a Kofi Kingston. (8:39)[1]
  - The Miz cubrió a Kingston después de revertir un «Inside Cradle» en otro «Inside Cradle».
  - Después de la lucha, Kingston abofeteó a The Miz.
  - Esta lucha fue emitida media hora antes del evento por Google+, Yahoo, Facebook, YouTube & WWE.com.
- The Real Americans (Jack Swagger & Antonio Cesaro) & The Shield (Dean Ambrose, Seth Rollins & Roman Reigns) (con Zeb Colter) derrotaron a The Usos (Jey Uso & Jimmy Uso), Rey Mysterio, Goldust & Cody Rhodes en un Traditional Survivor Series Elimination Match. (23:23)[2]
  - Después de ser eliminado, Rollins atacó a Mysterio.

| N.º de eliminación: | Luchador:                                      | Equipo:                                        | Eliminado por:                                 | Técnica de eliminación:                                      | Tiempo:                                        |
| ------------------- | ---------------------------------------------- | ---------------------------------------------- | ---------------------------------------------- | ------------------------------------------------------------ | ---------------------------------------------- |
| 1                   | Dean Ambrose                                   | The Real Americans & The Shield                | Cody Rhodes                                    | «Roll-Up».                                                   | 02:15                                          |
| 2                   | Jack Swagger                                   | The Real Americans & The Shield                | Jey Uso                                        | «619» de Mysterio, «Savate Kick» de Jimmy y «Diving Splash». | 08:20                                          |
| 3                   | Antonio Cesaro                                 | The Real Americans & The Shield                | Cody Rhodes                                    | «Roll-Up».                                                   | 10:09                                          |
| 4                   | Jey Uso                                        | The Usos, Mysterio & The Rhodes Brothers       | Roman Reigns                                   | «Spear».                                                     | 14:45                                          |
| 5                   | Cody Rhodes                                    | The Usos, Mysterio & The Rhodes Brothers       | Roman Reigns                                   | «Spear».                                                     | 15:57                                          |
| 6                   | Jimmy Uso                                      | The Usos, Mysterio & The Rhodes Brothers       | Seth Rollins                                   | «Curb Stomp».                                                | 17:01                                          |
| 7                   | Seth Rollins                                   | The Real Americans & The Shield                | Rey Mysterio                                   | «Roll-Up».                                                   | 20:07                                          |
| 8                   | Goldust                                        | The Usos, Mysterio & The Rhodes Brothers       | Roman Reigns                                   | «Spear».                                                     | 23:46                                          |
| 9                   | Rey Mysterio                                   | The Usos, Mysterio & The Rhodes Brothers       | Roman Reigns                                   | «Spear».                                                     | 24:15                                          |
| Sobreviviente:      | Roman Reigns (The Real Americans & The Shield) | Roman Reigns (The Real Americans & The Shield) | Roman Reigns (The Real Americans & The Shield) | Roman Reigns (The Real Americans & The Shield)               | Roman Reigns (The Real Americans & The Shield) |
- Big E. Langston derrotó a Curtis Axel y retuvo el Campeonato Intercontinental. (7:02)[3]
  - Langston cubrió a Axel después de un «Big Ending».
- Total Divas (JoJo, Eva Marie, The Funkadactyls (Cameron & Naomi), The Bella Twins (Brie Bella & Nikki Bella) & Natalya) derrotaron a The True Divas (Summer Rae, Aksana, Kaitlyn, Tamina Snuka, Rosa Mendes, Alicia Fox & AJ Lee) en un Divas Traditional Elimination Match. (11:29)[4]

| N.º de eliminación: | Luchador:                           | Equipo:                             | Eliminado por:                      | Técnica de eliminación:              | Tiempo:                             |
| ------------------- | ----------------------------------- | ----------------------------------- | ----------------------------------- | ------------------------------------ | ----------------------------------- |
| 1                   | Alicia Fox                          | True Divas                          | Naomi                               | «Split Legged Moonsault»             | 01:23                               |
| 2                   | Cameron                             | Total Divas                         | Rosa Mendes                         | Golpe en la cara contra el esquinero | 01:52                               |
| 3                   | Rosa Mendes                         | True Divas                          | Nikki Bella                         | «Bella Buster».                      | 02:43                               |
| 4                   | Summer Rae                          | True Divas                          | Nikki Bella                         | «Dropkick».                          | 03:25                               |
| 5                   | Eva Marie                           | Total Divas                         | Kaitlyn                             | «Gutbuster».                         | 04:00                               |
| 6                   | Naomi                               | Total Divas                         | Kaitlyn                             | «Gutbuster».                         | 04:32                               |
| 7                   | Kaitlyn                             | True Divas                          | Brie Bella                          | «Missile Dropkicks».                 | 05:10                               |
| 8                   | Brie Bella                          | Total Divas                         | Aksana                              | «Spinebuster».                       | 05:42                               |
| 9                   | Aksana                              | True Divas                          | Nikki Bella                         | «Rack Attack».                       | 06:04                               |
| 10                  | JoJo                                | Total Divas                         | AJ Lee                              | «Samoan Drop» de Tamina              | 09:30                               |
| 11                  | Tamina Snuka                        | True Divas                          | Natalya                             | «Sharpshooter».                      | 10:55                               |
| 12                  | AJ Lee                              | True Divas                          | Natalya                             | «Sharpshooter».                      | 11:33                               |
| Sobrevivientes:     | Nikki Bella & Natalya (Total Divas) | Nikki Bella & Natalya (Total Divas) | Nikki Bella & Natalya (Total Divas) | Nikki Bella & Natalya (Total Divas)  | Nikki Bella & Natalya (Total Divas) |
- Mark Henry derrotó a Ryback. (04:46)
  - Henry cubrió a Ryback después de un «World's Strongest Slam».
  - Este fue el regreso de Henry después de una lesión.
- John Cena derrotó a Alberto Del Rio y retuvo el Campeonato Mundial Peso Pesado. (18:49)[5]
  - Cena cubrió a Del Rio después de revertir un «Cross Armbreaker» en un «Attitude Adjustment».
  - Esta fue la última vez que se defendió el Campeonato Mundial Peso Pesado de manera individual antes de su unificación oficial en el episodio del 16 de diciembre de Raw.
- CM Punk & Daniel Bryan derrotaron a The Wyatt Family (Luke Harper & Erick Rowan) (con Bray Wyatt). (16:51)[6]
  - Punk cubrió a Harper después de un «Go To Sleep».
- Randy Orton derrotó a Big Show y retuvo el Campeonato de la WWE. (11:10)[7]
  - Orton cubrió a Show después de un «RKO» y un «Running Punt Kick».
  - Durante la lucha, The Authority (Triple H, Stephanie McMahon & Kane) interfirieron distrayendo a Show.
  - Después de la lucha, John Cena salió al ring a encarar a Orton.